# 케브 아담스
케브 아담스(Kev Adams, 1991년 7월 1일 ~ )는 프랑스의 배우, 희극인, 제작자, 각본가이다.

## 출연 작품

### 영화
- 비밀일기 (2008) - 엑스트라
- 로렉스 (2012) - 프랑스어 더빙
- 크루즈 패밀리 (2013) - 프랑스어 더빙
- 알라딘: 바그다드 스캔들 (2015, Les Nouvelles Aventures d'Aladin)
- 도리를 찾아서 (2016) - 프랑스어 더빙
- 투 더 탑 (2017, Tout là-haut)
- 어 백 오브 마블스 (2017, Un sac de billes)
- 로큰롤 (2017, Rock'n Roll)
- 숲속왕국의 꿀벌 여왕 (2017) - 애니메이션
- 나를 차버린 스파이 (2018) - 루카스 역
- 아담스 패밀리 (2019) - 프랑스어 더빙
- 아담스 패밀리 2 (2021) - 프랑스어 더빙